# Emilio Castillo
Emilio "Mimi" Castillo (født 24. september 1950 i Detroit, Michigan) er en amerikansk saxofonist og komponist. Han er bedst kendt som stifter af bandet Tower of Power.
Han tog lektioner i saxofon, klaver og guitar samt modtog undervisning fra en tidligere Dave Brubeck bassist Norman Bates. Hans første musiske udfordring var som keyboard-spiller i et band kaldet "The Gotham City Crimefighters". Efter at have set soul-bandet The Spyders skiftede Castillo til saxofon og dannede "The Motowns", der spillede efterligninger af soul-numre.
Efter han mødte baritonsaxofonisten Stephen "Doc" Kupka ændrede Castillo, på Kupkas opfordring, stil til at opføre originalmateriale og bandet ændrede navn til The Tower of Power. Bandet indspillede deres første album, East Bay Grease, i 1970. Castillo har været med i bandet lige siden som leder og anden tenorsaxofonist. Han og Kupka er også ansvarlige for at have skrevet mange af bandets bedst kendte sange.